# Mason Adams
Mason Adams (26 de febrero de 1919-26 de abril de 2005) fue un actor de voz y actor estadounidense.

## Biografía
Adams nació en Brooklyn (Nueva York), y era de origen judío.
Obtuvo una maestría en Artes Escénicas y Locución, en la Universidad de Míchigan.
También estudió Arte Dramático en la Universidad de Wisconsin-Madison.
Hizo su debut en 1940, en una obra de teatro de verano en el teatro Hilltop, de Baltimore.
Adams trabajó en muchos programas de radio durante la Edad de Oro de la Radio.
Un notable papel recurrente fue el de Pepper Young en el programa Pepper Young’s Family (‘la familia de Pepper Young’), que se emitió desde 1947 hasta 1959.
También representó al mortal Hómbre Atómico Nazi en una clásica serie de 1945, sobre la versión radial de Las aventuras de Súperman.
Adams es quizás más famoso por su papel como el jefe de redacción Charlie Hume en la serie de televisión Lou Grant, que se transmitió desde 1977 hasta 1982.
Durante su trabajo en Lou Grant, Adams realizó tal vez su papel más importante, como presidente de Estados Unidos en la película Omen III: The Final Conflict (1981), con Sam Neill.
Durante los años sesenta estuvo omnipresente en anuncios de televisión para la alimentación y otros productos domésticos, sobre todo para la margarina Chiffon y la pasta dental Crest («Ayuda a detener las caries antes de que empiecen»).
También hizo la parte vocal de los anuncios de televisión para las conservas Smucker’s conserva («¡Con un nombre como Smucker’s, tiene que ser bueno!»). Este trabajo lo reanudó en sus últimos años.
A partir de los años ochenta, Adams hizo la voz en off del comercial de los huevos Cadbury Creme, que fueron anunciados en la televisión con el lema pegadizo de Adams: «Nadie sabe de Pascua mejor que él [el conejo de Cadbury]».
Fue el locutor del desinfectante Lysol (en 1986).
Adams también hizo anuncios de radio para el Ejército de Salvación.
Además, Adams fue el narrador de los comerciales de Kix en los años noventa, así como en algunos comerciales de Dentyne y de Swanson.
También fue el locutor de noticias promocionales de la televisión del canal WCBS (en 1992).
En uno de los primeros episodios de Plaza Sésamo, hizo de narrador e hizo la voz de una caricatura con un triángulo jazzero, y un cuadrado un poco «cuadrado» (con música de jazz en el fondo).
Esta caricatura se repetiría en el programa durante muchos años hasta bien entrados los años ochenta.
En la miniserie de HBO De la Tierra a la Luna representó al senador Clinton P. Anderson.
Durante los años setenta fue el coprotagonista de la telenovela de NBC Another World.
Estuvo casado con Margot Feinberg (1957-2005). Tuvieron una hija, Betsy, y un hijo, Bill. Adams falleció el 26 de abril de 2005 en Manhattan, debido a causas naturales.

## Carrera en la radio
Mason Adams hizo muchos personajes de antiguos programas de radio, entre ellos:
- CBS Radio Mystery Theater
- The Adventures of Superman
- X Minus One
- Proudly We Hail
- This Is My Story
- Exploring Tomorrow
- Yours Truly, Johnny Dollar
- The NBC Radio Theatre
- Suspense (radio program)|Suspense
- The Crime Club
- The Adventures of Ellery Queen
- Gasoline Alley
- Big Town

## Filmografía
- 1947: Mr. Bell, Thomas Watson.
- 1954: The Man Behind the Badge (1 episodio), «The Case of the Phantom Fire», Conrad.
- 1955: Policewoman Decoy «A Matter of Dignity», episodio de TV, Sr. Watkins.
- 1955: Robert Montgomery Presents, Sr. Watkins (1 episodio).
- 1955: Love of Life, serie de TV, Dr. Carl Westheimer (unknown episodios).
- 196x: Decoy o Policewoman Decoy, 1 episodio de TV, «Odds Against the Jockey», Bill Wendover.
- 1972: Where the Heart Is (serie de TV), Judge Halstad.
- 1975: The Happy Hooker, el banquero con Chris.
- 1976: God Told Me To, obstetra.
- 1976: Another World (serie de TV), Dr. Frank Prescott (varios episodios, 1976-1977).
- 1977: The Deadliest Season (TV), Bill Cavins.
- 1977: Raggedy Ann & Andy: A Musical Adventure, abuelo (voz).
- 1977-1982: Lou Grant (serie de televisión, 114 episodios, 1977-1982), jefe de redacción Charlie Hume.
- 1979: And Baby Makes Six (TV), Dr. Losen.
- 1979: A Shining Season (TV), Dr. Ed Johnson.
- 1980: The Last Resort, Dr. Sternhagen (1 episodio). «Is There a Doctor in the House?», Dr. Sternhagen.
- 1980: Flamingo Road (TV), Elmo Tyson.
- 1980: Murder Can Hurt You (TV), Willie the Wino.
- 1980: Revenge of the Stepford Wives (TV), Wally.
- 1981: Peking Encounter (TV), Clyde.
- 1981: The Final Conflict, presidente de Estados Unidos.
- 1981: The Love Boat, Richard Simmons (1 episodio). «Country Cousin Blues / Daddy’s Little Girl / Jackpot», Richard Simmons.
- 1982: Freedom to Speak (miniserie de TV), Samuel Adams, Hugo Black, Clarence Darrow, William O. Douglas, William Allen White, Woodrow Wilson.
- 1982: The Kid with the Broken Halo (TV), Harry Tannenbaum.
- 1982: The Grinch Grinches the Cat in the Hat (TV), voz del gato en el sombrero, y narrador.
- 1983: Great Day (TV), narrador.
- 1983: Adam (TV), Ray Mellette.
- 1984: Solomon Northup's Odyssey (TV), Ford.
- 1984: Passions (TV), Ron Sandler.
- 1984: The Night They Saved Christmas (TV), Sumner Murdock.
- 1985: Arnold of the Ducks (episodio de TV) voz del narrador.
- 1985: CBS Storybreak, narrador (1 episodio).
- 1986: You Are the Jury, Dr Parke (1 episodio). «The State of Arizona vs. Dr. Evan Blake», Dr Parke.
- 1986: F/X, coronel Mason.
- 1986: Under Siege (TV), Geoffrey Wiggins
- 1986: Morningstar/Eveningstar (7 episodios), Gordon Blair
- 1986: Northstar (TV), Dr. Karl Janss.
- 1986: Who Is Julia? (TV), Dr. Gordon.
- 1986: Rage of Angels: The Story Continues (TV), padre Francis Ryan.
- 1986: Paper Lion (episodio de TV), «Family Ties», profesor Lloyd Rhodes.
- 1987: The Hope Division (TV), Peter Braden.
- 1988: Matlock (1 episodio), «The Heiress», Bob Ranier.
- 1989: Murder, She Wrote (1 episodio), «The Search for Peter Kerry», Roger Philby.
- 1989: A Quiet Conspiracy, miniserie de TV, general Luther Novack.
- 1989: New York! New York? (episodio de TV), Everett Daye.
- 1989: Stalk Radio episodio de TV, Everett Daye. Still Motile After All These Years episodio de TV, Everett Daye.
- 1989: The Last Honest Man in America (episodio de TV), «Goodbye, Mr. Scrimshaw», Everett Daye.
- 1989: Knight & Daye (7 episodios), Everett Daye.
- 1990: WIOU (1 episodio), «Do the Wrong Thing», Hal Krasner.
- 1990: Monsters (1 episodio), «A New Woman», doctor.
- 1991: Perry Mason: The Case of the Maligned Mobster (TV), Frank Halloran.
- 1991: Toy Soldiers, codirector de departamento del FBI Otis Brown.
- 1991: Citizen's Court (episodio de TV), «Family Matters», juez Vance.
- 1992: Civil Wars (1 episodio), «Chute First, Ask Questions Later».
- 1992: Screenplay (1 episodio). «Buying a Landslide», Bob Rutherford.
- 1992: Jonathan: The Boy Nobody Wanted (TV), juez Colbert.
- 1993: Pilot (episodio de TV), «Class of ’96», presidente Harris.
- 1993: Son in Law, Walter Warner padre.
- 1994: Assault at West Point: The Court-Martial of Johnson Whittaker (TV), Henry D. Hyde.
- 1995: Not of This Earth, Dr. Rochelle
- 1995: Houseguest, Sr. Pike
- 1996: Life Among the Cannibals, Francis
- 1997: Touch, padre Néstor
- 1997: Murder One: Diary of a Serial Killer (miniserie de TV, capítulo 13, año 2), Sidney Pomerantz
- 1997: Hudson River Blues, abuelo
- 1998: From the Earth to the Moon, Clinton Anderson (1 episodio), «Apollo One»
- 1998: Beyond Belief: Fact or Fiction (1 episodio), «Scoop»
- 1998: The Lesser Evil, padre de Derek
- 1999: The West Wing (1 episodio), «The Short List», juez Joseph Crouch
- 2003: Oz (1 episodio de TV), «Exeunt Omnes», Sr. Hoyt
- 2006: American Eats (1 episodio), «History on a Bun» (voz del narrador)